# Priscilla Pointer
Priscilla Pointer (* 18. Mai 1924 in New York City, New York; † 28. April 2025 in Ridgefield, Connecticut) war eine US-amerikanische Schauspielerin.

## Leben
Priscilla Pointer wurde als Tochter von Kenneth K. Pointer und Augusta Leonora Davis in New York City geboren. Im ersten Teil ihrer Schauspielkarriere, deren Anfänge in den 1940ern liegen, war sie hauptsächlich als Bühnenschauspielerin tätig. Für die Jahre 1965 bis 1973 sind Auftritte in 14 Produktionen am Broadway nachgewiesen. Bereits ab den 1950er-Jahren übernahm sie gelegentliche Auftritte in Fernsehserien.
Ihr Kinodebüt gab Pointer hingegen erst 1976 (mit über 50 Jahren) in der Stephen-King-Verfilmung Carrie – Des Satans jüngste Tochter (1976). Darin verkörperte sie die Mutter der Schülerin Sue Snell, die von ihrer echten Tochter Amy Irving dargestellt wurde. Anschließend trat Pointer häufiger in Filmen auf, darunter noch mehrfach an der Seite ihrer Tochter Amy. In David Lynchs Kultfilm Blue Velvet (1986) verkörperte sie die Mutter der von Kyle MacLachlan gespielten Hauptfigur, und in Nightmare III – Freddy Krueger lebt (1987) spielte sie die Psychiaterin Dr. Elizabeth Simms.
Im Fernsehen kennt man Pointer aus zahlreichen Gastrollen, wie zum Beispiel aus Kojak – Einsatz in Manhattan, Cannon oder Quincy. Von 1981 bis 1983 war sie in der Fernsehserie Dallas in einer wiederkehrenden Rolle als Rebecca Wentworth, die Mutter der von Victoria Principal dargestellten Hauptfigur Pam Ewing, zu sehen. Eine ihrer letzten Rollen verkörperte Priscilla Pointer 2006 mit einem Gastauftritt in der Fernsehserie Cold Case – Kein Opfer ist je vergessen. Insgesamt umfasst ihr filmisches Schaffen zwischen 1954 und 2008 mehr als 90 Film- und Fernsehproduktionen.
Priscilla Pointer war von 1947 bis zu dessen Tod mit dem Theaterregisseur und -produzenten Jules Irving (1925–1979) verheiratet. Gemeinsam haben sie drei Kinder. Tochter Amy Irving ist ebenfalls Schauspielerin, durch ihre Ehe mit Steven Spielberg war dieser zeitweise Pointers Schwiegersohn. Pointers Sohn David Irving ist Produzent und die zweite Tochter Katie Irving eine Sängerin. Von 1981 bis zu dessen Tod in 2007 war Priscilla Pointer mit dem Schauspieler Robert Symonds (1926–2007) verheiratet. Pointer starb 2025 drei Wochen vor Vollendung ihres 101. Lebensjahres.

## Filmografie (Auswahl)
- 1954: The New Adventures of China Smith (Fernsehserie, 2 Folgen)
- 1971: Ein Sheriff in New York (McCloud, Fernsehserie, 1 Folge)
- 1974: Detektiv Rockford – Anruf genügt (The Rockford Files, Fernsehserie, 1 Folge)
- 1974–1977: Barnaby Jones (Fernsehserie, 3 Folgen)
- 1976: Carrie – Des Satans jüngste Tochter (Carrie)
- 1976: Nickelodeon
- 1977: Die 3000-Meilen-Jagd (The 3,000 Mile Chase)
- 1977: Auf der Suche nach Mr. Goodbar (Looking for Mr. Goodbar)
- 1978–1982: Quincy (Quincy, M. E., Fernsehserie, 3 Folgen)
- 1979: Mord im Zwiebelfeld (The Onion Field)
- 1980: Das große Finale (The Competition)
- 1980: On the Road Again (Honeysuckle Rose)
- 1981: Meine liebe Rabenmutter (Mommie Dearest)
- 1981: Der Zauberbogen (The Archer: Fugitive from the Empire)
- 1981–1983: Dallas (Fernsehserie, 44 Folgen)
- 1982: Die unheimlichen Zwei (The Mysterious Two)
- 1983: Unheimliche Schattenlichter (Twilight Zone: The Movie)
- 1984: Micki + Maude
- 1985: Der Falke und der Schneemann (The Falcon and the Snowman)
- 1986: Blue Velvet
- 1986–1988: L.A. Law – Staranwälte, Tricks, Prozesse (L.A. Law, Fernsehserie, 4 Folgen)
- 1987: Nightmare III – Freddy Krueger lebt (A Nightmare on Elm Street 3: Dream Warriors)
- 1987: Karriere mit links (From the Hip)
- 1987: Rumpelstilzchen (Rumpelstiltskin)
- 1989: C.H.U.D. – Das Monster lebt (C.H.U.D. II – Bud the Chud)
- 1990: Tödliche Visionen (Disturbed)
- 1990–1991: Flash – Der Rote Blitz (The Flash, Fernsehserie, 3 Folgen)
- 1992: Hilfe, Mami dreht durch! (Unbecoming Age)
- 1994: Emergency Room – Die Notaufnahme (ER, Fernsehserie, 1 Folge)
- 1995: Picket Fences – Tatort Gartenzaun (Picket Fences, Fernsehserie, 1 Folge)
- 1996: Ein Hauch von Himmel (Touched By An Angel, Fernsehserie, 1 Folge)
- 1996: Acts of Love – In den Fängen der Sinnlichkeit (Carried Away)
- 1997: Alone (Fernsehfilm)
- 1999: Inferno
- 2001: Für alle Fälle Amy (Judging Amy, Fernsehserie, 1 Folge)
- 2006: Cold Case – Kein Opfer ist je vergessen (Cold Case, Fernsehserie, 1 Folge)
- 2008: Sweet Nothing in My Ear (Fernsehfilm)